# Pandanus neocaledonicus
Pandanus neocaledonicus är en enhjärtbladig växtart som beskrevs av Ugolino Martelli. Pandanus neocaledonicus ingår i släktet Pandanus och familjen Pandanaceae.
Artens utbredningsområde är Nya Kaledonien. Inga underarter finns listade.